# Lagkapten

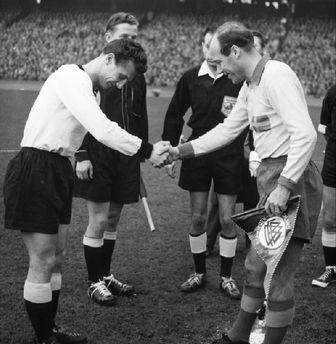
Hans Schäfer och Gunnar Gren hälsar som lagkaptener för Västtyskland respektive Sverige, vid en landskamp år 1957 i Hannover.

En lagkapten är en av managern eller tränaren utnämnd spelare inom lagsporter som ska vara lagets representant och ledare på och vid sidan av planen. I ett flertal lagsporter har lagkaptenen blivit en viktig del av lagbygget. Lagkaptenen har ofta en roll som pådrivare och som lagets talesman och representant. I de flesta lagidrotter har lagkaptenen ett klargjort ansvar enligt reglerna, exempelvis inom innebandy, där lagkaptenen är den som sköter kommunikationen mellan laget och domaren. Därmed måste alltid en lagkapten vara utsedd. Flera lag har därför också utsett en assisterande lagkapten eller vice lagkapten som tar rollen som lagkapten ifall den ordinarie lagkaptenen inte är tillgänglig.
Lagkaptenen är dessutom den som leder ut laget på planen vid matchstart och som byter hedersbetygelser med motståndare, som fotbollens byte av förbundsvimplar innan matchens början. Lagkaptenen i fotboll bär ofta en armbindel som visar statusen.

## Ishockey
Inom ishockeyn har lagkaptenen ett versalt C (ibland även ett K) och de assisterande (på engelska alternate) lagkaptenerna ett versalt A, på tröjan. 
Det är endast kaptenerna som har tillåtelse att prata med domarna om domslut under match. Skulle lagkaptenen vara borta på grund av skada eller inte är på isen för stunden får de assisterande lagkaptenerna fylla denna roll.

### Internationell ishockey
I internationell ishockey kan varje lag utse en lagkapten och upp till två assisterande lagkaptener inför varje match.
Det vanligaste är att lag utser en spelare som ska verka som lagkapten under hela säsongen men de kan även välja att utse en grupp spelare som roterar på rollen. 

### Nordamerika
I de nordamerikanska ligorna kan varje lag utse en lagkapten och upp till två assisterande lagkaptener inför varje match. 
Lagen kan även välja att inte utse någon lagkapten. I de fallen, eller om lagkapten är skadad och inte kan spela en match, kan lagen välja att utse tre stycken assisterande lagkaptener inför varje match. Detta är inte tillåtet i internationell ishockey där reglerna tydligt säger att "varje lag ska utse en lagkapten och inte mer än 2 assisterande lagkaptener".
I vissa juniorligor kan lagen utse en lagkapten och upp till tre assisterande kaptener. Skulle kaptenen vara borta från spel får de dock inte utse en fjärde alternerande.